# Аполос
Апостол Аполос (грч. Απολλώς), је био један од седамдесет Христових апостола.
Био је пореклом јеврејин-хришћанин, из Александрије. Имао је доста истакнуту улогу у посланицама апостола Павла. Помиње његово иступање у Ефесу у Делима апостолским (Дела апостола 18, 24) и затим и више пута помиње у Првој Првој посланици Коринћанима.
Лутер и многи новији истраживачи сматрају да је он аутор „Посланице Јеврејима“.
Био је епископ града Смирне, пре апостола Поликарпа.